# Эскадрилья 633
«Эскадрилья 633» (англ. 633 Squadron) —  приключенческая драма режиссёра Уолтера Граумана. Экранизация новеллы Фредерика Смита.

## Сюжет
1944 год. Летчики британской эскадрильи 633 получают опасное задание уничтожить сильнозащищенный оружейный завод нацистов в Норвегии.

## В ролях
- Клифф Робертсон — Рой Грант
- Джордж Чакирис — лейтенант Эрик Бергман
- Мария Перши — Хилд Бергман
- Гарри Эндрюс — Маршал Дэвис
- Дональд Хьюстон — капитан Дон Баррет
- Михаэль Гудлай — Фрэнк Адамс
- Джон Мейллон — лейтенант Гилибрэнд